# Gustavo Kuerten
Gustavo "Guga" Kuerten (n. 10 septembrie 1976, Florianópolis, Santa Catarina, Brazilia) este un fost jucător brazilian de tenis, numărul 1 mondial. A câștigat de trei ori titlul de simplu la Roland Garros (1997, 2000, 2001) și a fost campion al Tennis Masters Cup în 2000. De-a lungul carierei sale a câștigat 20 de titluri la simplu și 8 la dublu. Kuerten a avut multe probleme cu accidentările, ceea ce a dus la neparticiparea sa la multe turnee în 2002 și între 2004 și 2008. După două operații la șold și câteva tentative de revenire eșuate, s-a retras din tenisul de top în mai 2008. A fost inclus în International Tennis Hall of Fame în 2012. în 2016, Kuerten a fost invitat să fie purtător al torței pentru Jocurile Olimpice de la Rio.